# Follow the Leader
Follow the Leader je v pořadí třetí studiové album od nu-metalové skupiny KoRn. CD bylo vydáno 18. srpna 1998 a jedná se o nejlépe prodávanou desku kapely, přičemž se jí prodalo dohromady 9 milionů kusů. Z alba pochází dva singly a to Got the Life a Freak on a Leash.

## Informace o CD
Díky Follow the Leader prorazili KoRn do mainstreamu. První týden po vydání alba se prodalo 268 000 kopií a celkově s 5 miliony (5xplatinová) prodanými deskami ve Spojených státech a dalšími 4 miliony mimo tuto zemi se deska stala nejlépe prodávanou nahrávkou od kapely.
Na albu figuruje mnoho pozvaných umělců včetně Ice Cube na Children of Korn, Tre Hardson z The Pharcyde na Cameltosis a Fred Durst z Limp Bizkit na All in the Family. Cheech Marin propůjčil svůj hlas songu Earache My Eye.
CD začíná až na 13. písni, předešlých 12 je bez hudby. Vysvětlení poskytl Jonathan Davis v interview pro Metal Hammer UK. Nelíbil se mu prý fakt, že album bude končit po třináctém songu, takže zhotovil těchto 12 tichých nahrávek, přičemž každá je dlouhá 5 sekund. Alternativní vysvětlení je, že uvedených 12 stop představuje minutu ticha za mladého fanouška Justina, který zemřel na rakovinu. Jedna píseň z alba se též jmenuje Justin.
Follow the Leader se dočkalo kladných ohlasů od kritiku a dokonce bylo zařazeno do knihy 1001 Albums You Must Hear Before You Die.

## Seznam skladeb
1. It's on! – 4:28
2. Freak on a Leash – 4:15 Videoklip
3. Got the Life – 3:45 Videoklip
4. Dead Bodies Everywhere – 4:44
5. Children of the Korn – 3:52
6. B.B.K. – 3:56
7. Pretty – 4:12
8. All in the Family – 4:48
9. Reclaim My Place – 4:32
10. Justin – 4:17
11. Seed – 5:54
12. Cameltosis – 4:38
13. My Gift to You – 15:40
  - Bonus Earache My Eye

## Umístění
| Rok  | Hitparáda          | Pozice |
| ---- | ------------------ | ------ |
| 1998 | USA                | 1      |
| 1998 | Spojené království | 5      |
| 1998 | Austrálie          | 1      |
| 1998 | Nový Zéland        | 1      |
| 1998 | Německo            | 12     |

## Obsazení
Korn
- Jonathan Davis – vokály, dudy
- Brian "Head" Welch – elektrická kytara
- J. "Munky" Shaffer – elektrická kytara
- Fieldy – basová kytara
- David Silveria – bicí